# نزلة مصطفى عبد الحليم
قرية نزلة مصطفى عبد الحليم هي إحدى القرى التابعة لمركز ديروط في محافظة أسيوط في جمهورية مصر العربية. حسب إحصاءات سنة 2006، بلغ إجمالي السكان في نزلة مصطفى عبد الحليم 8037 نسمة، منهم 3917 رجل و4120 امرأة.